# Cunene (Namíbia)
Cunene o Kunene és una de les catorze regions de Namíbia i la llar del grup ètnic dels himbes. Comparada amb la resta de Namíbia, és una regió relativament subdesenvolupada. Això és a causa de la geografia inaccessible muntanyosa i la sequedat que obstaculitzen l'agricultura significativament.

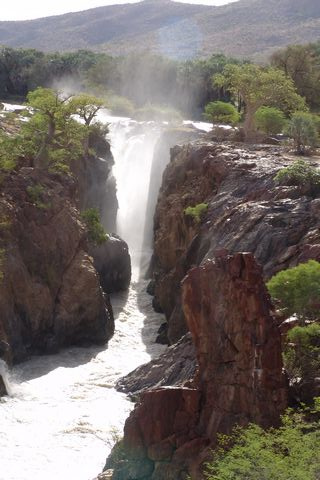
Cascades Epupa

El nom de la regió prové del riu Cunene, el qual marca la frontera al nord amb Angola. La ciutat més gran i la capital és Opuwo.
La vora occidental de Cunene està formada per les ribes de l'oceà Atlàntic. Al nord, fa frontera amb la província angolesa de Namibe, i a l'extrem oriental de la seva frontera septentrional fa fronterea amb la província angolesa homònia. Internament, fa frontera amb les següents regions:
- Omusati al nord-est, oest de Oshana
- Oshana al nord-est, entre Omusati i Oshikoto
- Oshikoto al nord-est, est de Oshikoto
- Otjozondjupa a l'est
- Erongo al sud

La regió està formada per set districtes electorals:
- Epupa
- Kamanjab
- Khorixas
- Opuwo
- Opuwo Rural
- Outjo
- Sesfontein

## Política
Cunene és una de les poques regions de Namíbia en què el partit de SWAPO que ha governat el país des de la seva independència l'any 1990 no hi domina. Anteriorment, la rivalitat era principalment amb el Front Democràtic Unit (UDF), però recentment altres partits han mostrat bons resultats als districtes electorals de Cunene. El novembre de 2008, activistes del SWAPO i polítics van reclamar organització per "destruir" el govern d'UDF a Cunene. El SWAPO també ha reclamat que UDF i l'Aliança Democràtica de Turnhalle (DTA) estan fent "sabotatge" al govern local de la regió a causa de la seva incompetència.
Un tema central a la política de Cunene és la disputa sobre la proposada presa d'Epupa al districte electoral de Epupa a prop de la frontera amb Angola. Els dirigents empresarials d'Opuwo, que majoritàriament són persones de l'ètnia ovambo, van formar el Lliga de Desenvolupament de Kaoko que dona suport la construcció de la presa proposada. La presa portaria desenvolupament econòmic a gran part de la regió però interferiria amb la manera de vida tradicional dels himbes que resideixen en l'àrea. Fa temps que existeix rivalitat entre el SWAPO i els himbes.
En les eleccions a l'Assemblea Nacional de Namíbia l'any 2004, els votants de Cunene van donar suport a nombrosos partits. La UDF va aconseguir el vot més alt en aquesta regió amb un 22.19% del total del vot nacional del partit. Els únics membres del 3r Consell Nacional de Namíbia, el qual és creat per nomenaments de cada consell regional, que no són membres del SWAPO van ser escollits pel Consell Regional de Cunene. Aquests regidors són Sebastian Ignatius ǃGobs de la UDF i Ngohauvi Lydia Kavetu del DTA. Themistokles Dudu Murorua, un membre d'UDF, va ser subsegüentment nomenat Governador de Cunene l'any 2005. Més tard va ser reemplaçat per Joshua ǁHoebeb. Després de les eleccions de 2014 i la victòria del SWAPO a Cunene, Angelika Muharukua va ser nomenada governadora.
En les eleccions regionals de 2015 el SWAPO va guanyar a cinc dels set districtes electorals mentre que el DTA va ser el guanyador a dos. Els districtes electorals d'Epupa i Opuwo Rural van ser els únics de Namíbia on va guanyar el DTA.

## Salut
El còlera és una preocupació important a Cunene, particularment a prop de la frontera amb Angola. El desembre de 2008, mentre el brot de còlera zimbabuès causava les morts de centenars de zimbabuesos, un brot similar però separat es va estendre pel nord de Cunene, a Epupa. El dia 19 d'aquell mes, 3 persones havien mort i 29 havia enmalaltit. Prèviament, el maig d'aquell mateix any, aproximadament 15 persones van morir també de còlera.

## Drets humans
El febrer de 2012, els caps tradicionals Himba van emetre dos declaracions a la Unió Africana i a l'OACNUDH de les Nacions Unides.
La primera, titulada "Declaració dels Ovahimba, Ovatwa, Ovatjimba i Ovazemba més afectats contra la presa d'Orokawe a les muntanyes de Baynes" perfila les objeccions dels caps regionals Himba i les comunitats que resideixen a prop del riu Cunene.
El segona, titulada "Declaració dels dirigents tradicional Himba de Kaokoland a Namíbia" llista les violacions civils, culturals, econòmiques, mediambientals, polítiques i dels drets socials perpetrades pel Govern de Namíbia.
El setembre de 2012, un informador especial de les Nacions Unides sobre els Drets dels Pobles Indígenes va visitar els Himba i es va informar sobre les seves preocupacions per la manca d'autoritats tradicionals reconegudes, i que són sotmesos a la jurisdicció dels caps d'altres tribus dominants veïnes, els quals prenen decisions en nom de les minories. En la seva visita, la manca del reconeixement de caps tradicionals, d'acord amb la llei de Namíbia, està relacionada amb una manca de reconeixement de les terres comunals de les minories indígenes.
El 23 de novembre de 2012, centenars de Himba i Zemba de les regions d'Omuhonga i Epupa van protestar a Okanguati en contra dels plans del govern de Namibia de construir una presa al riu Cunene en les muntanyes Baynes, i en contra de les operacions mineres creixents en la seva terra tradicional i en contra de les violacions del drets humans envers ells.
El 25 de març de 2013, més d'un miler Himbes i Zembes es van manifestar un altre cop protestant, aquesta vegada a Opuwo, contra les violacions dels drets humans que pateixen a Namíbia. Van expressar la seva frustració sobre la manca de reconeixemen dels seus caps tradicionals com a "Autoritats Tradicionals" pel Govern de Namíbia, el plan de Namíbia per construir la presa Orokawe al riu Cunene en les muntanyes Baynes sense consultar amb els Himbes, els quals no consenteixen amb els plans de construcció, l'educació cultura inadequada, el tancament il·legal de parts de la seva terra tradicional, la manca de drets de terra al territori que han viscut durant segles, i contra la implementació de l'Acte de Reforma de Terra Comunal de 2002.

## Demografia
Segons el Cens de Població de Namíbia del 2001, Cunene tenia 68.735 (34.237 dones i 34.487 homes, 101 homes per cada 100 dones) creixent a un índex anual d'1,9%. La taxa de fecunditat era de 4,7 nens per dona. El 25% vivia en àrees urbanes mentre que el 75% vivia en àrees rurals, i amb una àrea de 115,293 km², la densitat de població era de 0,6 persones per km². Per edat, el 15% de la població tenia menys de 5 anys, el 26% tenia entre 5 i 14 anys, el 48%, entre 15 i 59 anys, i el 7% eren més vells de 60 anys. La població estava dividida en 12,489 cases, amb una mida mitjana de 5,3 persones per casa. El 40% de les cases tenia una dona al capdavant de la família, mentre que un 60% hi tenia un home. D'entre els majors de 15 anys, el 52% mai no s'havia casat, el 12% s'havia casat amb certificat, el 17% s'havia casat tradicionalment, el 12% s'havia casat amb consentiment, el 2% estava divorciat o separat, i el 4% era vidu.
Les llengües mes parlades a l'entorn familiar eren les Otjiherero (42% de les cases) i Nama/Damara (36%). Per aquells majors de 15 anys, l'índex d'alfabetització era del 57%. En termes d'educació, el 51% de les noies i el 49% dels nois entre les edats de 6 i 15 assistia a l'escola, i d'aquells majors de 15, el 45% havia deixat escola, el 9% continuaven assistint a l'escola, i el 41% mai hi havia assistit. L'any 2001 l'índex d'ocupació per la població treballadora (56% majors de 15) era del 77% d'empleats i el 23% de parats. Per aquells majors de 15 anys que no formaven part de la població treballadora (24%), el 19% eren estudiants, el 56% eren empleats de la llar, i el 25% estava retirat, era massa vell, etc. Segons l'Enquesta de Força Laboral de Namíbia del 2012, l'atur a Cunene era del 27.0%. Els dos estudis no són comparables deguts a les diferents metodologies fetes servir.
Entre les llars, el 73% tenien aigua potable, el 66% no tenien instal·lació sanitària, el 22% electricitat pels llums, el 72% accés a ràdio, i el 81% tenien fusta o carbó per cuinar. Quant a les principals fonts d'ingrés de les cases, el 35% derivaven de l'agricultura, el 37% de sous i salaris, un 7% de les remeses en efectiu, un altre 7% de negocis o treballs no relacionats amb l'agricultura, i el 10% de les pensions.
Per cada 1.000 nascuts vius hi va haver 49 infantils femenines i 61 masculines. L'eesperança de vida en néixer era de 57 anys per a les dones i 50 per als homes. Entre els nens menors de 15, el 2% havia perdut la mare, el 5% el pare, i l'1% eren orfes d'ambdós pares. El 5% de la població patien una discapacitat, dels quals el 18% eren sords, el 35% cecs, el 16% tenir una discapacitat de la parla, el 18% una discapacitat a les mans, el 27% una discapacitat a les cames, i el 5% eren discapacitats mentals.

## Galeria

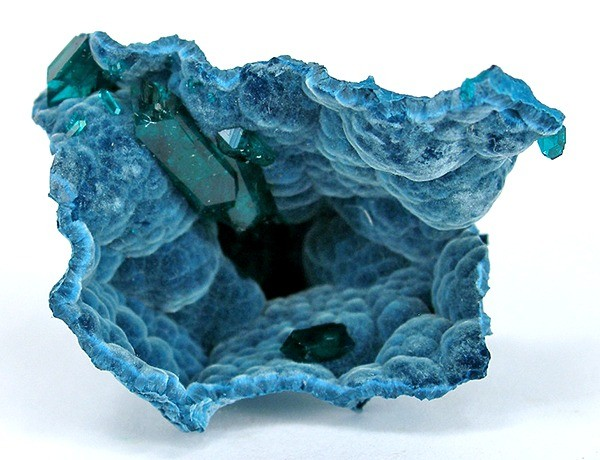